# Eleições legislativas portuguesas de 2019 no distrito de Beja
| Eleições legislativas portuguesas de 2019 Distritos: Aveiro \| Beja \| Braga \| Bragança \| Castelo Branco \| Coimbra \| Évora \| Faro \| Guarda \| Leiria \| Lisboa \| Portalegre \| Porto \| Santarém \| Setúbal \| Viana do Castelo \| Vila Real \| Viseu \| Açores \| Madeira \| Estrangeiro |

## Resultados por concelho
Os resultados nos concelhos do Distrito de Beja foram os seguintes:

### Aljustrel
| Partido                 | Partido                                         | Votos | %               | +/-  |
| ----------------------- | ----------------------------------------------- | ----- | --------------- | ---- |
|                         | Partido Socialista                              | 1 752 | 39,98 / 100,00  | 3,13 |
|                         | CDU - Coligação Democrática Unitária            | 1 491 | 34,03 / 100,00  | 2,26 |
|                         | Bloco de Esquerda                               | 382   | 8,72 / 100,00   | 0,88 |
|                         | Partido Social Democrata                        | 274   | 6,25 / 100,00   | -    |
|                         | Pessoas–Animais–Natureza                        | 84    | 1,92 / 100,00   | 1,28 |
|                         | Partido Comunista dos Trabalhadores Portugueses | 76    | 1,73 / 100,00   | 1,06 |
|                         | CHEGA!                                          | 63    | 1,44 / 100,00   | Novo |
|                         | CDS – Partido Popular                           | 61    | 1,39 / 100,00   | -    |
|                         | Outros (com menos de 1,00%)                     | 73    | 1,66 / 100,00   |      |
| Votos Inválidos         | Votos Inválidos                                 | 126   | 2,88 / 100,00   | 0,62 |
| Total                   | Total                                           | 4 382 | 100,00 / 100,00 |      |
| Eleitorado/Participação | Eleitorado/Participação                         | 8 140 | 53,83 / 100,00  | 8,54 |

| Freguesia                  | %     | %     | %     | %    | %    | %    | %    | %    | Votantes |
| Freguesia                  | PS    | CDU   | BE    | PSD  | PAN  | PCTP | CH   | CDS  | Votantes |
| -------------------------- | ----- | ----- | ----- | ---- | ---- | ---- | ---- | ---- | -------- |
| Aljustrel e Rio de Moinhos | 36,31 | 36,31 | 10,01 | 5,96 | 2,42 | 1,66 | 1,34 | 1,41 | 2 768    |
| Ervidel                    | 39,11 | 36,44 | 7,11  | 7,78 | 0,89 | 2,22 | 2,00 | 2,00 | 450      |
| Messejana                  | 45,50 | 29,86 | 7,58  | 5,45 | 1,90 | 1,18 | 1,18 | 1,18 | 422      |
| São João de Negrilhos      | 51,08 | 26,42 | 5,53  | 6,87 | 0,67 | 2,02 | 1,62 | 1,08 | 742      |
| Aljustrel                  | 39,98 | 34,03 | 8,72  | 6,25 | 1,92 | 1,73 | 1,44 | 1,39 | 4 382    |

### Almodôvar
| Partido                 | Partido                              | Votos | %               | +/-  |
| ----------------------- | ------------------------------------ | ----- | --------------- | ---- |
|                         | Partido Socialista                   | 1 590 | 48,49 / 100,00  | 7,60 |
|                         | Partido Social Democrata             | 600   | 18,30 / 100,00  | -    |
|                         | Bloco de Esquerda                    | 388   | 11,83 / 100,00  | 1,78 |
|                         | CDU - Coligação Democrática Unitária | 299   | 9,12 / 100,00   | 2,54 |
|                         | CDS – Partido Popular                | 86    | 2,62 / 100,00   | -    |
|                         | Pessoas–Animais–Natureza             | 54    | 1,65 / 100,00   | 0,87 |
|                         | Outros (com menos de 1,00%)          | 145   | 4,41 / 100,00   |      |
| Votos Inválidos         | Votos Inválidos                      | 117   | 3,57 / 100,00   | 0,80 |
| Total                   | Total                                | 3 279 | 100,00 / 100,00 |      |
| Eleitorado/Participação | Eleitorado/Participação              | 6 240 | 52,55 / 100,00  | 5,22 |

| Freguesia                        | %     | %     | %     | %     | %    | %    | Votantes |
| Freguesia                        | PS    | PSD   | BE    | CDU   | CDS  | PAN  | Votantes |
| -------------------------------- | ----- | ----- | ----- | ----- | ---- | ---- | -------- |
| Aldeia dos Fernandes             | 51,67 | 13,38 | 10,41 | 12,64 | 1,49 | 2,97 | 269      |
| Almodôvar                        | 45,86 | 19,17 | 13,40 | 8,88  | 2,67 | 2,07 | 1 836    |
| Rosário                          | 46,04 | 14,72 | 14,72 | 12,08 | 1,89 | 0,38 | 265      |
| Santa Clara-a-Nova e Gomes Aires | 50,37 | 19,16 | 9,34  | 8,11  | 3,19 | 1,23 | 407      |
| Santa Cruz                       | 57,91 | 15,15 | 6,06  | 10,77 | 4,38 | 0,34 | 297      |
| São Barnabé                      | 53,66 | 24,39 | 9,27  | 2,44  | 0,98 | 0,49 | 205      |
| Almodôvar                        | 48,49 | 18,30 | 11,83 | 9,12  | 2,62 | 1,65 | 3 279    |

### Alvito
| Partido                 | Partido                                         | Votos | %               | +/-  |
| ----------------------- | ----------------------------------------------- | ----- | --------------- | ---- |
|                         | Partido Socialista                              | 372   | 37,69 / 100,00  | 0,60 |
|                         | CDU - Coligação Democrática Unitária            | 213   | 21,58 / 100,00  | 0,71 |
|                         | Partido Social Democrata                        | 140   | 14,18 / 100,00  | -    |
|                         | Bloco de Esquerda                               | 78    | 7,90 / 100,00   | 0,71 |
|                         | CHEGA!                                          | 47    | 4,76 / 100,00   | Novo |
|                         | Partido Comunista dos Trabalhadores Portugueses | 23    | 2,33 / 100,00   | 0,08 |
|                         | Pessoas–Animais–Natureza                        | 20    | 2,03 / 100,00   | 1,69 |
|                         | CDS – Partido Popular                           | 18    | 1,82 / 100,00   | -    |
|                         | LIVRE                                           | 14    | 1,42 / 100,00   | 0,99 |
|                         | Outros (com menos de 1,00%)                     | 19    | 1,92 / 100,00   |      |
| Votos Inválidos         | Votos Inválidos                                 | 43    | 4,35 / 100,00   | 0,56 |
| Total                   | Total                                           | 987   | 100,00 / 100,00 |      |
| Eleitorado/Participação | Eleitorado/Participação                         | 1 903 | 51,87 / 100,00  | 8,09 |

| Freguesia            | %     | %     | %     | %    | %    | %    | %    | %    | %    | Votantes |
| Freguesia            | PS    | CDU   | PSD   | BE   | CH   | PCTP | PAN  | CDS  | L    | Votantes |
| -------------------- | ----- | ----- | ----- | ---- | ---- | ---- | ---- | ---- | ---- | -------- |
| Alvito               | 29,92 | 23,62 | 17,91 | 9,45 | 5,91 | 2,17 | 1,77 | 1,97 | 0,59 | 508      |
| Vila Nova da Baronia | 45,93 | 19,42 | 10,23 | 6,26 | 3,55 | 2,51 | 2,09 | 1,88 | 2,30 | 479      |
| Alvito               | 37,69 | 21,58 | 14,18 | 7,90 | 4,76 | 2,33 | 2,03 | 1,82 | 1,42 | 987      |

### Barrancos
| Partido                 | Partido                                         | Votos | %               | +/-  |
| ----------------------- | ----------------------------------------------- | ----- | --------------- | ---- |
|                         | Partido Socialista                              | 263   | 39,67 / 100,00  | 1,73 |
|                         | CDU - Coligação Democrática Unitária            | 156   | 23,53 / 100,00  | 2,54 |
|                         | Partido Social Democrata                        | 80    | 12,07 / 100,00  | -    |
|                         | Bloco de Esquerda                               | 49    | 7,39 / 100,00   | 0,48 |
|                         | CDS – Partido Popular                           | 41    | 6,18 / 100,00   | -    |
|                         | CHEGA!                                          | 15    | 2,26 / 100,00   | Novo |
|                         | Pessoas–Animais–Natureza                        | 8     | 1,21 / 100,00   | 0,95 |
|                         | Partido Comunista dos Trabalhadores Portugueses | 7     | 1,06 / 100,00   | 3,63 |
|                         | Outros (com menos de 1,00%)                     | 14    | 2,12 / 100,00   |      |
| Votos Inválidos         | Votos Inválidos                                 | 30    | 4,53 / 100,00   | 1,34 |
| Total                   | Total                                           | 663   | 100,00 / 100,00 |      |
| Eleitorado/Participação | Eleitorado/Participação                         | 1 330 | 49,85 / 100,00  | 5,37 |

| Freguesia | %     | %     | %     | %    | %    | %    | %    | Votantes |
| Freguesia | PS    | CDU   | PSD   | BE   | CDS  | CH   | PAN  | Votantes |
| --------- | ----- | ----- | ----- | ---- | ---- | ---- | ---- | -------- |
| Barrancos | 39,67 | 23,53 | 12,07 | 7,39 | 6,18 | 2,26 | 1,21 | 663      |
| Barrancos | 39,67 | 23,53 | 12,07 | 7,39 | 6,18 | 2,26 | 1,21 | 663      |

### Beja
| Partido                 | Partido                                         | Votos  | %               | +/-  |
| ----------------------- | ----------------------------------------------- | ------ | --------------- | ---- |
|                         | Partido Socialista                              | 5 501  | 35,42 / 100,00  | 1,35 |
|                         | CDU - Coligação Democrática Unitária            | 3 589  | 23,11 / 100,00  | 0,35 |
|                         | Partido Social Democrata                        | 2 460  | 15,84 / 100,00  | -    |
|                         | Bloco de Esquerda                               | 1 549  | 9,97 / 100,00   | 0,83 |
|                         | CHEGA!                                          | 403    | 2,59 / 100,00   | Novo |
|                         | CDS – Partido Popular                           | 400    | 2,58 / 100,00   | -    |
|                         | Pessoas–Animais–Natureza                        | 341    | 2,20 / 100,00   | 1,31 |
|                         | Partido Comunista dos Trabalhadores Portugueses | 174    | 1,12 / 100,00   | 0,82 |
|                         | Outros (com menos de 1,00%)                     | 466    | 3,01 / 100,00   |      |
| Votos Inválidos         | Votos Inválidos                                 | 648    | 4,17 / 100,00   | 1,08 |
| Total                   | Total                                           | 15 531 | 100,00 / 100,00 |      |
| Eleitorado/Participação | Eleitorado/Participação                         | 29 040 | 53,48 / 100,00  | 5,92 |

| Freguesia                                | %     | %     | %     | %     | %    | %    | %    | %    | Votantes |
| Freguesia                                | PS    | CDU   | PSD   | BE    | CH   | CDS  | PAN  | PCTP | Votantes |
| ---------------------------------------- | ----- | ----- | ----- | ----- | ---- | ---- | ---- | ---- | -------- |
| Albernoa e Trindade                      | 42,09 | 32,40 | 7,65  | 5,61  | 1,79 | 1,02 | 0,51 | 3,06 | 392      |
| Baleizão                                 | 28,74 | 46,38 | 3,38  | 10,87 | 1,45 | 0,48 | 0,97 | 3,38 | 414      |
| Beja (Salvador e Santa Maria da Feira)   | 32,57 | 20,21 | 18,02 | 11,90 | 3,14 | 2,80 | 2,51 | 0,75 | 4 428    |
| Beja (Santiago Maior e São João Batista) | 32,89 | 19,43 | 20,54 | 9,99  | 2,55 | 3,33 | 2,62 | 0,75 | 6 576    |
| Beringel                                 | 46,72 | 23,04 | 13,44 | 7,04  | 1,76 | 1,28 | 0,96 | 1,60 | 625      |
| Cabeça Gorda                             | 43,09 | 36,88 | 3,72  | 5,85  | 1,60 | 0,89 | 1,95 | 1,42 | 564      |
| Nossa Senhora das Neves                  | 41,93 | 29,04 | 7,65  | 8,78  | 2,41 | 1,42 | 0,99 | 2,41 | 706      |
| Salvada e Quintos                        | 41,74 | 31,55 | 6,84  | 6,18  | 1,84 | 1,67 | 1,34 | 1,84 | 599      |
| Santa Clara de Louredo                   | 40,12 | 35,69 | 4,72  | 8,55  | 2,06 | 1,47 | 1,47 | 1,47 | 339      |
| Santa Vitória e Mombeja                  | 43,29 | 34,43 | 5,82  | 7,59  | 2,28 | 0,76 | 1,27 | 2,03 | 395      |
| São Matias                               | 50,20 | 13,25 | 6,43  | 14,46 | 2,41 | 2,81 | 2,01 | 1,20 | 249      |
| Trigaches e São Brissos                  | 40,57 | 25,00 | 4,92  | 11,07 | 5,33 | 1,23 | 2,05 | 1,64 | 244      |
| Beja                                     | 35,42 | 23,11 | 15,84 | 9,97  | 2,59 | 2,58 | 2,20 | 1,12 | 15 531   |

### Castro Verde
| Partido                 | Partido                                         | Votos | %               | +/-  |
| ----------------------- | ----------------------------------------------- | ----- | --------------- | ---- |
|                         | Partido Socialista                              | 1 387 | 41,39 / 100,00  | 7,27 |
|                         | CDU - Coligação Democrática Unitária            | 836   | 24,95 / 100,00  | 3,59 |
|                         | Bloco de Esquerda                               | 365   | 10,89 / 100,00  | 0,32 |
|                         | Partido Social Democrata                        | 337   | 10,06 / 100,00  | -    |
|                         | Pessoas–Animais–Natureza                        | 75    | 2,24 / 100,00   | 1,37 |
|                         | CDS – Partido Popular                           | 61    | 1,82 / 100,00   | -    |
|                         | Partido Comunista dos Trabalhadores Portugueses | 52    | 1,55 / 100,00   | 0,91 |
|                         | Outros (com menos de 1,00%)                     | 116   | 3,46 / 100,00   |      |
| Votos Inválidos         | Votos Inválidos                                 | 119   | 3,55 / 100,00   | 0,33 |
| Total                   | Total                                           | 3 351 | 100,00 / 100,00 |      |
| Eleitorado/Participação | Eleitorado/Participação                         | 6 126 | 54,70 / 100,00  | 2,70 |

| Freguesia                | %     | %     | %     | %     | %    | %    | %    | Votantes |
| Freguesia                | PS    | CDU   | BE    | PSD   | PAN  | CDS  | PCTP | Votantes |
| ------------------------ | ----- | ----- | ----- | ----- | ---- | ---- | ---- | -------- |
| Castro Verde e Casével   | 40,73 | 22,51 | 12,02 | 11,62 | 2,63 | 1,74 | 1,01 | 2 470    |
| Entradas                 | 37,07 | 36,05 | 5,44  | 7,48  | 1,02 | 3,40 | 3,40 | 294      |
| Santa Bárbara de Padrões | 48,22 | 28,50 | 9,26  | 3,56  | 1,43 | 1,66 | 2,14 | 421      |
| São Marcos da Ataboeira  | 41,57 | 32,53 | 7,83  | 7,83  | 0,60 | 0,60 | 4,82 | 166      |
| Castro Verde             | 41,39 | 24,95 | 10,89 | 10,06 | 2,24 | 1,82 | 1,55 | 3 351    |

### Cuba
| Partido                 | Partido                                         | Votos | %               | +/-  |
| ----------------------- | ----------------------------------------------- | ----- | --------------- | ---- |
|                         | Partido Socialista                              | 857   | 39,68 / 100,00  | 1,31 |
|                         | CDU - Coligação Democrática Unitária            | 674   | 31,20 / 100,00  | 1,07 |
|                         | Partido Social Democrata                        | 197   | 9,12 / 100,00   | -    |
|                         | Bloco de Esquerda                               | 141   | 6,53 / 100,00   | 1,91 |
|                         | Pessoas–Animais–Natureza                        | 52    | 2,41 / 100,00   | 1,86 |
|                         | CDS – Partido Popular                           | 43    | 1,99 / 100,00   | -    |
|                         | Partido Comunista dos Trabalhadores Portugueses | 42    | 1,94 / 100,00   | 0,90 |
|                         | CHEGA!                                          | 35    | 1,62 / 100,00   | Novo |
|                         | Outros (com menos de 1,00%)                     | 44    | 2,03 / 100,00   |      |
| Votos Inválidos         | Votos Inválidos                                 | 75    | 3,47 / 100,00   | 0,59 |
| Total                   | Total                                           | 2 160 | 100,00 / 100,00 |      |
| Eleitorado/Participação | Eleitorado/Participação                         | 3 778 | 57,17 / 100,00  | 3,79 |

| Freguesia        | %     | %     | %     | %    | %    | %    | %    | %    | Votantes |
| Freguesia        | PS    | CDU   | PSD   | BE   | PAN  | CDS  | PCTP | CH   | Votantes |
| ---------------- | ----- | ----- | ----- | ---- | ---- | ---- | ---- | ---- | -------- |
| Cuba             | 37,64 | 29,19 | 10,68 | 7,23 | 2,97 | 2,43 | 1,96 | 1,82 | 1 480    |
| Faro do Alentejo | 42,17 | 40,16 | 4,02  | 4,42 | 1,20 | 1,20 | 2,01 | 2,01 | 249      |
| Vila Alva        | 49,03 | 30,10 | 7,28  | 4,85 | 0,97 | 0,97 | 1,46 | 0,97 | 206      |
| Vila Ruiva       | 41,78 | 35,56 | 6,22  | 5,78 | 1,33 | 0,89 | 2,22 | 0,44 | 225      |
| Cuba             | 39,68 | 31,20 | 9,12  | 6,53 | 2,41 | 1,99 | 1,94 | 1,62 | 2 160    |

### Ferreira do Alentejo
| Partido                 | Partido                                         | Votos | %               | +/-  |
| ----------------------- | ----------------------------------------------- | ----- | --------------- | ---- |
|                         | Partido Socialista                              | 1 483 | 44,36 / 100,00  | 3,04 |
|                         | CDU - Coligação Democrática Unitária            | 735   | 21,99 / 100,00  | 1,81 |
|                         | Partido Social Democrata                        | 372   | 11,13 / 100,00  | -    |
|                         | Bloco de Esquerda                               | 324   | 9,69 / 100,00   | 1,66 |
|                         | Pessoas–Animais–Natureza                        | 81    | 2,42 / 100,00   | 1,62 |
|                         | CDS – Partido Popular                           | 61    | 1,82 / 100,00   | -    |
|                         | Partido Comunista dos Trabalhadores Portugueses | 56    | 1,68 / 100,00   | 1,80 |
|                         | CHEGA!                                          | 49    | 1,47 / 100,00   | Novo |
|                         | Outros (com menos de 1,00%)                     | 65    | 1,94 / 100,00   |      |
| Votos Inválidos         | Votos Inválidos                                 | 117   | 3,50 / 100,00   | 0,85 |
| Total                   | Total                                           | 3 343 | 100,00 / 100,00 |      |
| Eleitorado/Participação | Eleitorado/Participação                         | 6 542 | 51,10 / 100,00  | 7,74 |

| Freguesia               | %     | %     | %     | %     | %    | %    | %    | %    | Votantes |
| Freguesia               | PS    | CDU   | PSD   | BE    | PAN  | CDS  | PCTP | CH   | Votantes |
| ----------------------- | ----- | ----- | ----- | ----- | ---- | ---- | ---- | ---- | -------- |
| Alfundão e Peroguarda   | 52,92 | 16,15 | 9,34  | 10,70 | 2,14 | 1,95 | 1,75 | 1,36 | 514      |
| Ferreira do Alentejo    | 38,10 | 22,73 | 13,84 | 10,78 | 2,91 | 1,79 | 1,74 | 1,58 | 1 958    |
| Figueira dos Cavaleiros | 50,94 | 28,53 | 5,17  | 6,27  | 1,41 | 1,25 | 1,57 | 1,25 | 638      |
| Odivelas                | 60,09 | 10,73 | 8,58  | 7,73  | 1,72 | 3,43 | 1,29 | 1,29 | 233      |
| Ferreira do Alentejo    | 44,36 | 21,99 | 11,13 | 9,69  | 2,42 | 1,82 | 1,68 | 1,47 | 3 343    |

### Mértola
| Partido                 | Partido                                         | Votos | %               | +/-  |
| ----------------------- | ----------------------------------------------- | ----- | --------------- | ---- |
|                         | Partido Socialista                              | 1 547 | 46,50 / 100,00  | 8,75 |
|                         | CDU - Coligação Democrática Unitária            | 901   | 27,08 / 100,00  | 2,51 |
|                         | Partido Social Democrata                        | 301   | 9,05 / 100,00   | -    |
|                         | Bloco de Esquerda                               | 232   | 6,97 / 100,00   | 0,50 |
|                         | Partido Comunista dos Trabalhadores Portugueses | 40    | 1,20 / 100,00   | 1,77 |
|                         | CDS – Partido Popular                           | 37    | 1,11 / 100,00   | -    |
|                         | Pessoas–Animais–Natureza                        | 35    | 1,05 / 100,00   | 0,29 |
|                         | Outros (com menos de 1,00%)                     | 89    | 2,68 / 100,00   |      |
| Votos Inválidos         | Votos Inválidos                                 | 145   | 4,36 / 100,00   | 0,56 |
| Total                   | Total                                           | 3 327 | 100,00 / 100,00 |      |
| Eleitorado/Participação | Eleitorado/Participação                         | 5 998 | 55,47 / 100,00  | 5,50 |

| Freguesia                 | %     | %     | %     | %     | %    | %    | %    | Votantes |
| Freguesia                 | PS    | CDU   | PSD   | BE    | PCTP | CDS  | PAN  | Votantes |
| ------------------------- | ----- | ----- | ----- | ----- | ---- | ---- | ---- | -------- |
| Alcaria Ruiva             | 46,02 | 30,38 | 11,21 | 1,47  | 1,77 | 2,06 | 0,88 | 339      |
| Corte do Pinto            | 52,88 | 22,30 | 4,97  | 8,38  | 1,83 | 0,52 | 1,31 | 382      |
| Espírito Santo            | 57,14 | 27,21 | 8,16  | 2,04  | 1,36 | 1,36 | 0    | 147      |
| Mértola                   | 44,53 | 25,59 | 8,86  | 10,01 | 0,86 | 1,14 | 1,29 | 1 399    |
| São Miguel do Pinheiro    | 51,95 | 26,19 | 9,52  | 3,90  | 0,87 | 0,43 | 0,87 | 462      |
| Santana de Cambas         | 43,70 | 26,10 | 12,90 | 6,45  | 1,47 | 1,76 | 0,59 | 341      |
| São João dos Caldeireiros | 36,19 | 39,30 | 7,78  | 4,67  | 1,56 | 0,78 | 1,17 | 257      |
| Mértola                   | 46,50 | 27,08 | 9,05  | 6,97  | 1,20 | 1,11 | 1,05 | 3 327    |

### Moura
| Partido                 | Partido                                         | Votos  | %               | +/-  |
| ----------------------- | ----------------------------------------------- | ------ | --------------- | ---- |
|                         | Partido Socialista                              | 2 352  | 44,97 / 100,00  | 6,11 |
|                         | CDU - Coligação Democrática Unitária            | 1 083  | 20,71 / 100,00  | 4,34 |
|                         | Partido Social Democrata                        | 653    | 12,49 / 100,00  | -    |
|                         | Bloco de Esquerda                               | 380    | 7,27 / 100,00   | 0,81 |
|                         | CHEGA!                                          | 245    | 4,68 / 100,00   | Novo |
|                         | CDS – Partido Popular                           | 159    | 3,04 / 100,00   | -    |
|                         | Partido Comunista dos Trabalhadores Portugueses | 71     | 1,36 / 100,00   | 1,63 |
|                         | Pessoas–Animais–Natureza                        | 55     | 1,05 / 100,00   | 0,66 |
|                         | Outros (com menos de 1,00%)                     | 92     | 1,76 / 100,00   |      |
| Votos Inválidos         | Votos Inválidos                                 | 140    | 2,68 / 100,00   | 0,24 |
| Total                   | Total                                           | 5 230  | 100,00 / 100,00 |      |
| Eleitorado/Participação | Eleitorado/Participação                         | 12 258 | 42,67 / 100,00  | 4,85 |

| Freguesia                                         | %     | %     | %     | %    | %     | %    | %    | %    | Votantes |
| Freguesia                                         | PS    | CDU   | PSD   | BE   | CH    | CDS  | PCTP | PAN  | Votantes |
| ------------------------------------------------- | ----- | ----- | ----- | ---- | ----- | ---- | ---- | ---- | -------- |
| Amareleja                                         | 37,44 | 32,05 | 8,33  | 6,92 | 2,44  | 2,69 | 2,05 | 1,54 | 780      |
| Póvoa de São Miguel                               | 51,45 | 5,14  | 16,40 | 2,57 | 15,43 | 4,18 | 0    | 1,29 | 311      |
| Safara e Santo Aleixo da Restauração              | 47,06 | 22,89 | 9,22  | 4,61 | 5,22  | 3,02 | 3,18 | 0,64 | 629      |
| Santo Agostinho e São João Batista e Santo Amador | 44,82 | 18,47 | 14,81 | 8,49 | 4,13  | 3,12 | 0,86 | 1,05 | 3 146    |
| Sobral da Adiça                                   | 53,30 | 25,27 | 3,57  | 6,04 | 4,12  | 2,20 | 2,20 | 0,55 | 364      |
| Moura                                             | 44,97 | 20,71 | 12,49 | 7,27 | 4,68  | 3,04 | 1,36 | 1,05 | 5 230    |

### Odemira
| Partido                 | Partido                                         | Votos  | %               | +/-  |
| ----------------------- | ----------------------------------------------- | ------ | --------------- | ---- |
|                         | Partido Socialista                              | 4 782  | 44,46 / 100,00  | 6,89 |
|                         | CDU - Coligação Democrática Unitária            | 1 628  | 15,14 / 100,00  | 3,70 |
|                         | Partido Social Democrata                        | 1 496  | 13,91 / 100,00  | -    |
|                         | Bloco de Esquerda                               | 1 181  | 10,98 / 100,00  | 1,04 |
|                         | Pessoas–Animais–Natureza                        | 273    | 2,54 / 100,00   | 1,29 |
|                         | CDS – Partido Popular                           | 236    | 2,19 / 100,00   | -    |
|                         | CHEGA!                                          | 155    | 1,44 / 100,00   | Novo |
|                         | Partido Comunista dos Trabalhadores Portugueses | 141    | 1,31 / 100,00   | 1,67 |
|                         | Outros (com menos de 1,00%)                     | 396    | 3,67 / 100,00   |      |
| Votos Inválidos         | Votos Inválidos                                 | 468    | 4,35 / 100,00   | 0,39 |
| Total                   | Total                                           | 10 756 | 100,00 / 100,00 |      |
| Eleitorado/Participação | Eleitorado/Participação                         | 19 815 | 54,28 / 100,00  | 4,89 |

| Freguesia                  | %     | %     | %     | %     | %    | %    | %    | %    | Votantes |
| Freguesia                  | PS    | CDU   | PSD   | BE    | PAN  | CDS  | CH   | PCTP | Votantes |
| -------------------------- | ----- | ----- | ----- | ----- | ---- | ---- | ---- | ---- | -------- |
| Boavista dos Pinheiros     | 46,69 | 14,92 | 8,69  | 13,75 | 4,80 | 1,04 | 1,56 | 1,82 | 771      |
| Colos                      | 45,82 | 17,36 | 11,92 | 11,92 | 1,67 | 2,09 | 0,21 | 0,42 | 478      |
| Longueira / Almograve      | 36,90 | 9,72  | 24,40 | 11,31 | 2,18 | 4,56 | 1,39 | 0,60 | 504      |
| Luzianes-Gare              | 32,39 | 36,36 | 13,07 | 6,82  | 1,14 | 0,57 | 1,14 | 3,41 | 176      |
| Relíquias                  | 48,73 | 23,66 | 7,32  | 8,17  | 2,54 | 1,41 | 0    | 2,54 | 355      |
| Saboia                     | 54,30 | 7,95  | 11,92 | 11,04 | 1,10 | 2,65 | 1,32 | 1,32 | 453      |
| Santa Clara-a-Velha        | 55,50 | 12,60 | 13,40 | 6,70  | 1,88 | 2,41 | 0,54 | 0,80 | 373      |
| São Luís                   | 42,55 | 21,04 | 13,24 | 10,17 | 1,30 | 2,13 | 1,77 | 0,95 | 846      |
| São Martinho das Amoreiras | 60,29 | 10,05 | 12,25 | 5,64  | 1,23 | 2,21 | 0,25 | 1,47 | 408      |
| São Salvador e Santa Maria | 40,52 | 19,52 | 17,28 | 10,57 | 1,75 | 1,89 | 1,12 | 1,12 | 1 429    |
| São Teotónio               | 48,35 | 12,46 | 10,81 | 11,41 | 2,57 | 2,21 | 1,25 | 1,57 | 2 488    |
| Vale de Santiago           | 38,92 | 24,95 | 12,77 | 8,18  | 1,60 | 3,19 | 1,00 | 1,40 | 501      |
| Vila Nova de Milfontes     | 38,04 | 10,99 | 17,93 | 13,17 | 4,10 | 2,18 | 2,84 | 1,11 | 1 974    |
| Odemira                    | 44,46 | 15,14 | 13,91 | 10,98 | 2,54 | 2,19 | 1,44 | 1,31 | 10 756   |

### Ourique
| Partido                 | Partido                              | Votos | %               | +/-  |
| ----------------------- | ------------------------------------ | ----- | --------------- | ---- |
|                         | Partido Socialista                   | 1 035 | 42,38 / 100,00  | 2,53 |
|                         | Partido Social Democrata             | 602   | 24,65 / 100,00  | -    |
|                         | CDU - Coligação Democrática Unitária | 319   | 13,06 / 100,00  | 1,54 |
|                         | Bloco de Esquerda                    | 162   | 6,63 / 100,00   | 1,50 |
|                         | CDS – Partido Popular                | 46    | 1,88 / 100,00   | -    |
|                         | Pessoas–Animais–Natureza             | 43    | 1,76 / 100,00   | 0,96 |
|                         | CHEGA!                               | 41    | 1,68 / 100,00   | Novo |
|                         | Outros (com menos de 1,00%)          | 71    | 2,91 / 100,00   |      |
| Votos Inválidos         | Votos Inválidos                      | 123   | 5,04 / 100,00   | 0,74 |
| Total                   | Total                                | 2 442 | 100,00 / 100,00 |      |
| Eleitorado/Participação | Eleitorado/Participação              | 4 324 | 56,48 / 100,00  | 5,83 |

| Freguesia            | %     | %     | %     | %    | %    | %    | %    | Votantes |
| Freguesia            | PS    | PSD   | CDU   | BE   | CDS  | PAN  | CH   | Votantes |
| -------------------- | ----- | ----- | ----- | ---- | ---- | ---- | ---- | -------- |
| Garvão e Santa Luzia | 44,81 | 21,21 | 17,10 | 5,41 | 1,30 | 0,65 | 1,30 | 462      |
| Ourique              | 39,46 | 26,13 | 12,34 | 8,20 | 1,76 | 2,22 | 1,69 | 1 305    |
| Panoias e Conceição  | 45,24 | 34,29 | 3,17  | 4,61 | 1,44 | 1,73 | 2,02 | 347      |
| Santana da Serra     | 47,56 | 13,41 | 20,73 | 4,27 | 3,66 | 1,52 | 1,83 | 328      |
| Ourique              | 42,38 | 24,65 | 13,06 | 6,63 | 1,88 | 1,76 | 1,68 | 2 442    |

### Serpa
| Partido                 | Partido                                         | Votos  | %               | +/-  |
| ----------------------- | ----------------------------------------------- | ------ | --------------- | ---- |
|                         | Partido Socialista                              | 2 236  | 34,23 / 100,00  | 2,51 |
|                         | CDU - Coligação Democrática Unitária            | 2 191  | 33,54 / 100,00  | 1,90 |
|                         | Partido Social Democrata                        | 759    | 11,62 / 100,00  | -    |
|                         | Bloco de Esquerda                               | 437    | 6,69 / 100,00   | 0,52 |
|                         | CDS – Partido Popular                           | 187    | 2,86 / 100,00   | -    |
|                         | CHEGA!                                          | 140    | 2,14 / 100,00   | Novo |
|                         | Pessoas–Animais–Natureza                        | 105    | 1,61 / 100,00   | 0,90 |
|                         | Partido Comunista dos Trabalhadores Portugueses | 96     | 1,47 / 100,00   | 1,00 |
|                         | Outros (com menos de 1,00%)                     | 155    | 2,37 / 100,00   |      |
| Votos Inválidos         | Votos Inválidos                                 | 226    | 3,46 / 100,00   | 0,56 |
| Total                   | Total                                           | 6 532  | 100,00 / 100,00 |      |
| Eleitorado/Participação | Eleitorado/Participação                         | 12 745 | 51,25 / 100,00  | 3,66 |

| Freguesia                              | %     | %     | %     | %    | %    | %    | %    | %    | Votantes |
| Freguesia                              | PS    | CDU   | PSD   | BE   | CDS  | CH   | PAN  | PCTP | Votantes |
| -------------------------------------- | ----- | ----- | ----- | ---- | ---- | ---- | ---- | ---- | -------- |
| Brinches                               | 43,04 | 31,19 | 6,96  | 7,47 | 1,55 | 2,84 | 1,03 | 1,80 | 388      |
| Pias                                   | 23,34 | 54,07 | 5,59  | 5,67 | 1,64 | 2,30 | 0,82 | 1,81 | 1 217    |
| Serpa (Salvador e Santa Maria)         | 38,82 | 19,47 | 16,57 | 8,80 | 3,97 | 2,50 | 2,22 | 0,87 | 2 522    |
| Vila Nova de São Bento e Vale de Vargo | 28,11 | 41,78 | 11,08 | 5,19 | 2,65 | 1,89 | 1,24 | 1,83 | 1 697    |
| Vila Verde de Ficalho                  | 46,47 | 29,94 | 8,19  | 4,10 | 2,26 | 0,85 | 1,98 | 1,98 | 708      |
| Serpa                                  | 34,23 | 33,54 | 11,62 | 6,69 | 2,86 | 2,14 | 1,61 | 1,47 | 6 532    |

### Vidigueira
| Partido                 | Partido                                         | Votos | %               | +/-  |
| ----------------------- | ----------------------------------------------- | ----- | --------------- | ---- |
|                         | Partido Socialista                              | 1 004 | 43,92 / 100,00  | 3,27 |
|                         | CDU - Coligação Democrática Unitária            | 540   | 23,62 / 100,00  | 3,10 |
|                         | Partido Social Democrata                        | 273   | 11,94 / 100,00  | -    |
|                         | Bloco de Esquerda                               | 165   | 7,22 / 100,00   | 0,13 |
|                         | CDS – Partido Popular                           | 44    | 1,92 / 100,00   | -    |
|                         | Pessoas–Animais–Natureza                        | 43    | 1,88 / 100,00   | 1,20 |
|                         | CHEGA!                                          | 39    | 1,71 / 100,00   | Novo |
|                         | Partido Comunista dos Trabalhadores Portugueses | 36    | 1,57 / 100,00   | 1,17 |
|                         | Outros (com menos de 1,00%)                     | 54    | 2,36 / 100,00   |      |
| Votos Inválidos         | Votos Inválidos                                 | 88    | 3,85 / 100,00   | 1,07 |
| Total                   | Total                                           | 2 286 | 100,00 / 100,00 |      |
| Eleitorado/Participação | Eleitorado/Participação                         | 4 748 | 48,15 / 100,00  | 8,83 |

| Freguesia      | %     | %     | %     | %    | %    | %    | %    | %    | Votantes |
| Freguesia      | PS    | CDU   | PSD   | BE   | CDS  | PAN  | CH   | PCTP | Votantes |
| -------------- | ----- | ----- | ----- | ---- | ---- | ---- | ---- | ---- | -------- |
| Pedrógão       | 42,44 | 39,02 | 3,41  | 7,56 | 0,24 | 0,98 | 1,95 | 2,44 | 410      |
| Selmes         | 53,16 | 20,25 | 6,33  | 6,65 | 1,90 | 1,58 | 0,95 | 1,58 | 316      |
| Vidigueira     | 42,02 | 18,40 | 17,52 | 6,63 | 2,53 | 1,92 | 2,35 | 1,05 | 1 147    |
| Vila de Frades | 43,58 | 25,42 | 9,20  | 8,96 | 1,94 | 2,91 | 0,24 | 1,94 | 413      |
| Vidigueira     | 43,92 | 23,62 | 11,94 | 7,22 | 1,92 | 1,88 | 1,71 | 1,57 | 2 286    |